# بيرغ (ألمانيا)
بيرغ هي بلدية في ألمانيا، تقع في Nastätten (Verbandsgemeinde) ‏، بلغ عدد سكانها 240  نسمة وذلك حسب إحصائيات سنة 2014، تبلغ مساحتها 3.30 كيلومتر مربع، رمزها البريدي هو 56357.